# Binoh
Binoh is een bestuurslaag in het regentschap Bangkalan van de provincie Oost-Java, Indonesië. Binoh telt 3007 inwoners (volkstelling 2010).